# الإمبراطورية الفورية

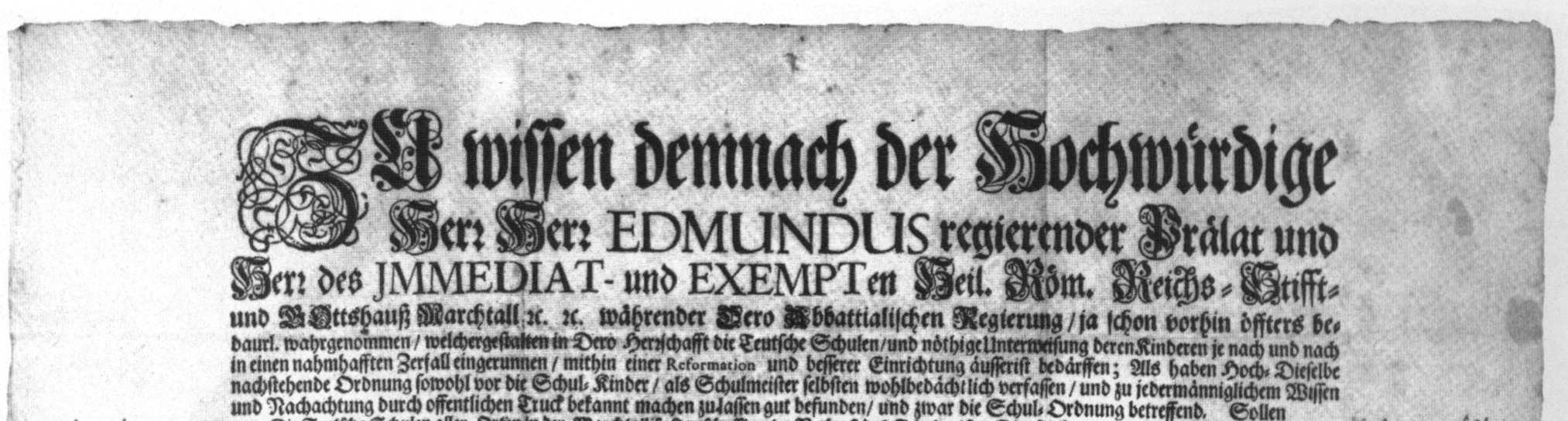
وثيقة موقعة من قبل أبوت مارشال، «فورية ومعفية»

الإمبراطورية الفورية ((بالألمانية: Reichsfreiheit)‏ أو Reichsunmittelbarkeit كان وضعًا دستوريًا وسياسيًا متميزًا متأصلًا في القانون الإقطاعي الألماني، تم بموجبه إعلان الدول الإمبراطورية للإمبراطورية الرومانية المقدسة مثل المدن الإمبراطورية، والأساقفة الأميرية والإمارات العلمانية، والأفراد مثل الفرسان الإمبراطوريين، خاليين من سلطة أي سيد محلي ويخضعون لسلطة الإمبراطور الروماني المقدس («فوري»، بمعنى «بدون وسيط»)، وفي وقت لاحق من مؤسسات الإمبراطورية مثل البرلمان (Reichstag)، وغرفة العدل الإمبراطورية ومجلس أوليك.
بدأ منح «الفوري» في العصور الوسطى المبكرة، وللأساقفة والأبوت والمدن المباشرين، ثم المستفيدين الرئيسيين من هذا الوضع، يمكن أن يكون الإلحاح على الدوام دقيقًا وغالبًا ما يعني التعرض لمتطلبات المالية والعسكرية والضيافة لمتطلبات أفرلورد، الإمبراطور. ومع ذلك، مع الخروج التدريجي للإمبراطور من مركز الصدارة من منتصف القرن الثالث عشر فصاعدًا، وجد حاملو الإمبريالية في نهاية المطاف أنفسهم مكلفين بحقوق وقوى كبيرة مارسها الإمبراطور سابقًا.
كما أكد صلح وستفاليا في عام 1648، جاءت حيازة الإمبراطورية الفورية مع شكل معين من السلطة الإقليمية المعروفة باسم التفوق الإقليمي (Landeshoheit أو superioritas territorialis في الوثائق الألمانية واللاتينية في ذلك الوقت). وفق تعبيرات اليوم، من المفهوم أنه شكل محدود من السيادة.

## التدرج

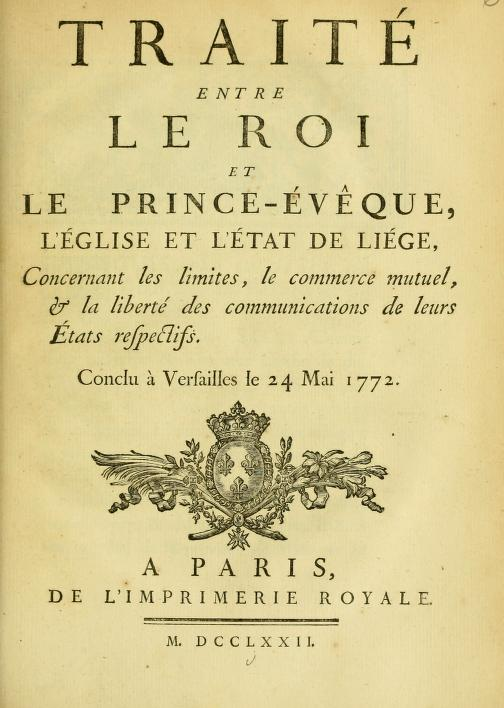
استمتع أمير المطران في لييج، عضو الإمبراطوريا، بالامبريالية الفورية، وبالتالي يمكنه التفاوض والتوقيع على المعاهدات الدولية بمفرده، طالما أنها لم تكن موجهة ضد الإمبراطور والإمبراطورية.

- الأمير السابع المنتخب من قبل الثور الذهبي عام 1356
- أمراء الإمبراطورية الرومانية المقدسة
  - العلمانية: الدوقات، المرغريفون، لاندغريفز وآخرون.
  - الكنسيه: امير الاساقفه، الأمير الاباتس والامير بروستوف.

## المميزات والعيوب
قد تشمل المزايا الإضافية حقوق تحصيل الضرائب والرسوم، ولإقامة سوق، وسك العملة المعدنية، وحمل السلاح، وإجراءات قانونية. آخر هذه قد تشمل ما يسمى محكمة الدم («عدالة الدم») يمكن من خلالها تطبيق عقوبة الإعدام. تختلف هذه الحقوق وفقًا لصلاحيات القانونية التي منحها الإمبراطور.
كما أشار جوناثان إسرائيل  في عام 1528، حاولت مقاطعة أوفريسل الهولندية ترتيب إرسالها إلى الإمبراطور تشارلز الخامس بصفته إمبراطورًا رومانيًا مقدسًا بدلاً من كونه دوق بورغوندي. إذا نجح ذلك، فقد أثار ذلك الإمبريالية الفورية وكان من شأنه أن يضع Overijssel في موقف تفاوضي أقوى، على سبيل المثال بالنظر إلى المحافظة على القدرة على اللجوء إلى البرلمان الامبراطوري في أي نقاش مع تشارلز. لهذا السبب، رفض الإمبراطور بشدة محاولة أوفيرسيل.

## مشاكل في فهم الامبراطورية

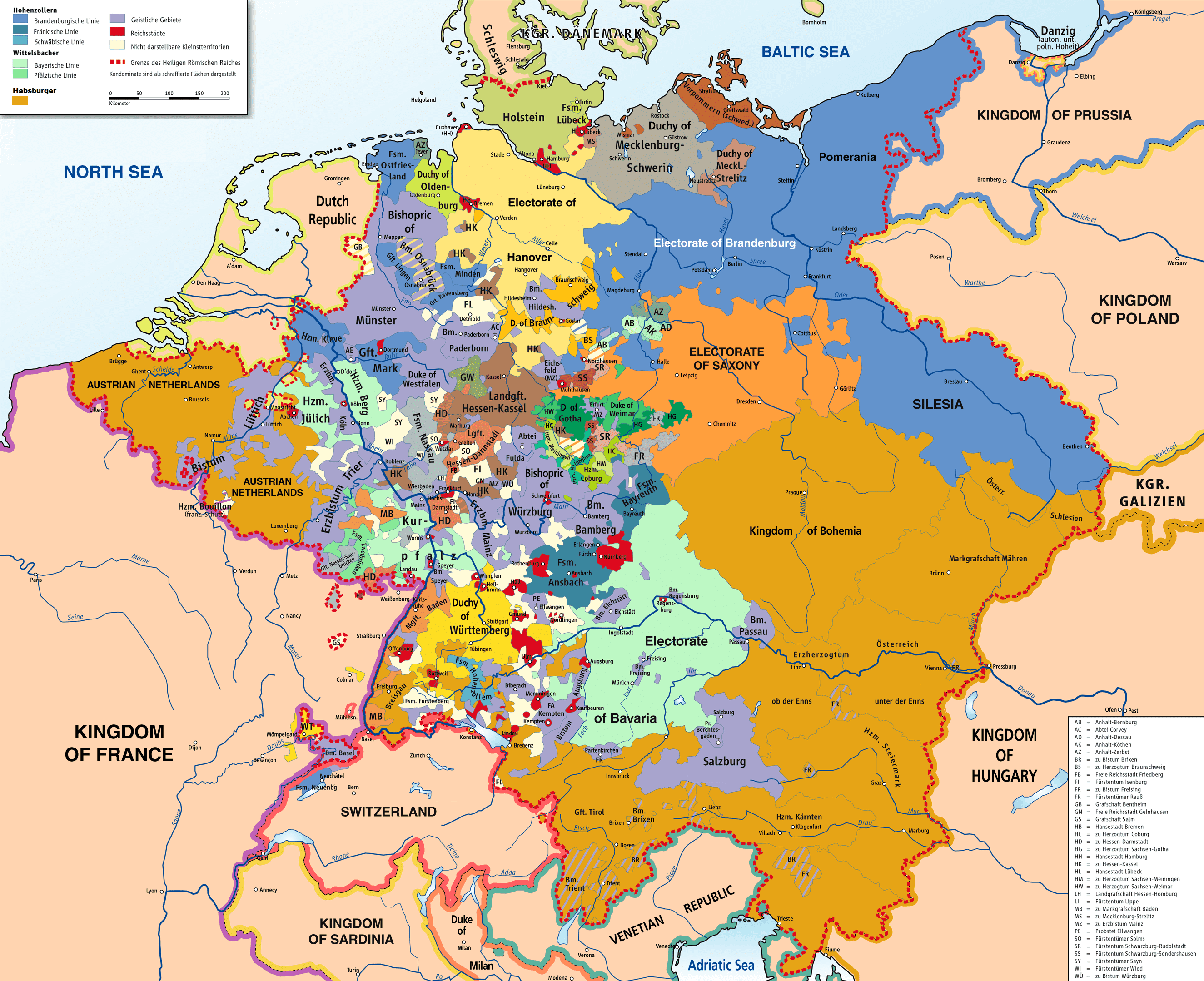
الإمبراطورية الرومانية المقدسة في عام 1789. كان لكل من هذه الدول (ألوان مختلفة) على الخريطة مجموعة محددة من الحقوق القانونية التي تحكم علاقاتها الاجتماعية والاقتصادية والقانونية بين الدولة والإمبراطور وبين الولايات نفسها.

كان التطبيق العملي لحقوق الفورية معقدًا؛ هذا يجعل من الصعب فهم تاريخ الإمبراطورية الرومانية المقدسة، خاصة بالنسبة للمؤرخين الحديثين. حتى المعاصرين مثل غوته وفيتشه وصفوا الإمبراطورية بأنها وحشية. كتب فولتير عن الإمبراطورية على أنها شيء لا مقدس ولا روماني، ولا إمبراطورية، وبالمقارنة مع الإمبراطورية البريطانية، نظرت إلى نظيرتها الألمانية على أنها فشل فادح وصل إلى قمة النجاح في أوائل العصور الوسطى وانخفض بعد ذلك. وصفه المؤرخ البروسي هاينريش فون تريتشكي في القرن التاسع عشر بأنه أصبح «فوضى فوضوية من أشكال الإمبراطورية الفاسدة والأراضي غير المكتملة». لمدة قرن تقريبًا بعد نشر أعمال جيمس برايس الضخمة «الإمبراطورية الرومانية المقدسة» (1864)، سادت وجهة النظر هذه بين معظم المؤرخين الناطقين باللغة الإنجليزية في الفترة الحديثة المبكرة، وساهمت في تطوير نظرية التاريخ الألماني نظرية الماضي الألماني.

### اقتباسات
1. ↑  Gagliardo, J. G.; Reich and Empire as Idea and Reality, 1763–1806, Indiana University Press, 1980, p. 4.
2. ↑  Lebeau, Christine, ed.; L'espace du Saint-Empire du Moyen-Âge à l'époque moderne, Presse Universitaire de Strasbourg, 2004, p. 117.
3. ↑  Jonathan Israel, "The Dutch Republic:Its Rise, Greatness and Fall 1477–1806", Ch. 4, p. 66.
4. ↑  James Bryce (1838–1922), Holy Roman Empire, London, 1865.
5. ↑  James Sheehan, German History 1770–1866, Oxford, Oxford University Press, 1989. Introduction, pp. 1–8.